# Peter Uetz
Peter Uetz (* 11. Juni 1965 in Untergruppenbach) ist ein deutscher Biologe. Seine Forschungsschwerpunkte sind die mikrobielle Systembiologie, die Molekularbiologie und die Herpetologie.

## Leben
Nach dem Besuch der Grundschule in Untergruppenbach und des Robert-Mayer-Gymnasiums in Heilbronn absolvierte Uetz im Jahr 1985 das Abitur. Im Jahr 1982 veröffentlichte er im Rahmen des Landes-Wettbewerbs Jugend forscht für Baden-Württemberg sein erstes populärwissenschaftliches Referat über die Fortpflanzungsbiologie von Chamäleons. Im Jahr 1987 war er neben Gunther Köhler Mitbegründer der Arbeitsgemeinschaft Leguane innerhalb der Deutschen Gesellschaft für Herpetologie und Terrarienkunde und der Zeitschrift Iguana. Ab dem Wintersemester 1985/86 studierte Uetz Biologie an der Universität Stuttgart, wo er im Wintersemester 1986/87 das Vordiplom erlangte. 1986 entwickelte er dort ein Computerprogramm zur Molekulargenetik, mit dem er beim Bundes-Wettbewerb Jugend forscht den fünften Platz in Biologie belegte. Von 1987 bis 1988 absolvierte er den Zivildienst am Institut für Immunologie der Universität Heidelberg. Im Sommersemester 1989 studierte er an der Eberhard Karls Universität Tübingen und ab dem Wintersemester 1989/90 in Heidelberg. 1993 diplomierte er mit der Arbeit Das 5-HT3-Rezeptor-Gen der Maus in Neurobiologie am Max-Planck-Institut für medizinische Forschung in Heidelberg. 1997 wurde er mit der Dissertation Biochemische Studien am limb deformity-Protein der Vertebraten am European Molecular Biology Laboratory (EMBL) der Ruprecht-Karls-Universität Heidelberg zum Doktor der Naturwissenschaften in Entwicklungsbiologie promoviert. Diese Arbeit resultierte in zwei Publikationen. Im November 1995 startete Uetz mit Thure Etzold die EMBL Reptile Database, eine Datenbank, die (mit Stand von Dezember 2022) systematische Informationen von 11.940 Reptilien-Arten enthält. Unterstützt wird Uetz von Jakob Hallermann, Jirí Hošek und einem wissenschaftlichen Beirat, der aus 34 Mitgliedern besteht, darunter namhafte Wissenschaftler wie Aaron M. Bauer, Frank Glaw, Larry Lee Grismer, Miguel Vences, Sebastian Lotzkat und Thomas Ziegler. Nach seiner Tätigkeit als Postdoktorand an der University of Washington in Seattle wurde er im Jahr 2006 außerordentlicher Professor am J. Craig Venter Institute (JCVI) in Rockville, Maryland. Im Juni 2007 habilitierte er sich an der Universität Karlsruhe. Im Oktober 2011 wechselte er als Associate Professor zum Center for Study of Biological Complexity an die Virginia Commonwealth University in Richmond, Virginia. Zu seinen Forschungsbereichen zählen die mikrobielle Interaktomik, die Interaktomik von Viren und Bakteriophagen, die Bioinformatik von Proteinnetzwerken, die Proteinfunktionen, Proteinkomplexe und Proteindomänen sowie die Biodiversität von Reptilien.

## Dedikationsnamen
2018 wurde die Chamäleon-Art Calumma uetzi aus Madagaskar und 2023 die Bambusotternart Trimeresurus uetzi aus Myanmar nach Peter Uetz benannt.